# Final Cut Pro X
Final Cut Pro X (pronunciado como Final Cut Pro diez) es una aplicación de edición de vídeo para macOS de Apple. Salió a la venta el 21 de junio de 2011 en la Mac App Store. Final Cut Pro X es el polémico sucesor de Final Cut Pro, puesto que ambos editores son incompatibles y tienen enfoques de edición bastante diferentes. 

## Historia
Apple anunció públicamente en abril de 2011 una puesta a punto importante al software de edición Final Cut Studio, e inmediatamente después hizo el anuncio de que Final Cut Pro X estaría disponible a través del Mac App Store, con nuevas características hechas para aprovechar al máximo su rendimiento junto a una línea de tiempo de edición nueva, llamada "Magic Timeline", muy parecida a la que existe en iMovie, lo cual llevó a algunos editores a llamarlo "iMovie Pro". Esta nueva línea de tiempo puede facilitar la velocidad de edición, como mencionó Larry Jordan, editor de video especializado en capacitación en Final Cut Pro X, en un artículo del sitio web Ars Technica. 
A finales de 2013 Apple puso a la disposición de los usuarios una nueva versión gratuita, Final Cut Pro X 10.1, que solo funciona en OS X Mavericks.

### Principales novedades versión 10.0.1
- Contenido 4K, incluidos títulos, transiciones y generadores.
- Opción para importar contenido en ubicaciones situadas dentro o fuera de una biblioteca.
- Copias de seguridad automáticas en una ubicación de red o una unidad especificadas por el usuario.
- Posibilidad de añadir velocidades de reprogramado precisas especificando el valor numérico en la línea de tiempo.
- Tamaños personalizados para los fotogramas del proyecto.
- Rendimiento mejorado en proyectos grandes.
- Compatibilidad nativa con archivos .MTS y .MT2S de cámaras AVCHD.
- Opción de animación lineal con efecto Ken Burns.
- Importación de fotos de dispositivos iOS.

## Características
Final Cut Pro X comparte parte de su filosofía de diseño de código e interfaz con el software de edición de vídeos de Apple, iMovie.

### Interfaz
- Buscador de eventos: es donde se encuentran los archivos originales y donde se clasifican y buscan por varias formas de metadatos. Los rangos de palabras clave, los rangos de archivos favoritos y rechazados, y las colecciones inteligentes permiten una clasificación más rápida de una gran cantidad de clips.
- Línea del tiempo magnética: Inventando una alternativa a las líneas de tiempo basadas en pistas que se encuentran en los NLE tradicionales, la Línea de tiempo magnética de Final Cut utiliza las conexiones de clips para mantener estos conectados y las líneas de historia secundarias sincronizadas con los clips ubicados en la historia principal. De forma predeterminada, los clips se mueven uno al otro "magnéticamente", rellenando los huecos y evitando las colisiones de clips al eliminarlos de forma vertical. Las conexiones magnéticas también son definibles por el usuario.
- Roles: Para separar y organizar diferentes tipos de audio en la línea de tiempo magnética, los editores pueden designar el "rol" que desempeña cada clip. Introducido en la versión 10.0.1, los roles se pueden asignar a los clips como una forma alternativa de crear una funcionalidad organizativa. Un rol ( o Sub-rol) se asigna a los clips para identificar qué son (por ejemplo: vídeo, títulos, diálogo, efectos, música). Al compartir un archivo maestro del proyecto, los distintos roles se pueden dividir como tallos o en una multipista para una entrega de difusión u otras necesidades de distribución.
- Autoanálisis de contenido: es la opción que permite analizar los medios para el tipo de disparo y el reconocimiento facial, o para solucionar problemas potenciales como la sonoridad del audio, el zumbido del audio, la agrupación de canales, el ruido de fondo, el balance de color, la eliminación de la extracción y la estabilización. Este proceso genera metadatos que se pueden organizar automáticamente como palabras clave y se pueden agrupar en colecciones inteligentes.
- Clips sincronizados: Los clips de video y audio grabados en dispositivos separados se pueden sincronizar automáticamente por código de tiempo, formas de onda de audio y marcadores juntos como un solo clip.
- Clips compuestos: Las secuencias anidadas del Final Cut Pro original se han reemplazado por Clips compuestos. Una selección de clips de video y audio se puede anidar en un solo clip compuesto. Este clip compuesto puede abrirse en su propia línea de tiempo o dividirse para su posterior edición. También puede reutilizarse en diferentes proyectos.
- Subtítulos cerrados: Introducidos en la versión 10.4.1, los subtítulos pueden crearse directamente en la línea de tiempo o importarse a la línea de tiempo desde un archivo externo.
- Edición multicámara: La edición multicámara más avanzada del sector permite sincronizar automáticamente hasta 64 ángulos de vídeo con diferentes formatos, tamaños y frecuencias de fotogramas. Se pueden ver hasta 16 ángulos a la vez en el Visor de Ángulos y abrir la línea de tiempo del Editor de Ángulo para mover, sincronizar y acortar clips, añadirles efectos o aplicarles gradaciones de color selectivas.
- Audiciones: Los clips se pueden agrupar en el navegador de eventos o en la línea de tiempo como audiciones. Una vez en la línea de tiempo, una Audición le permite al usuario elegir entre diferentes clips en su edición mientras que la línea de tiempo se ondula automáticamente para obtener una vista previa de dos o más versiones diferentes de un corte.
- Títulos en 3D: Introducido en la versión 10.2.0, el texto se puede extruir, texturizar, iluminar y sombrear con materiales y entornos en 3D. Esto permite a los usuarios crear títulos como los que se encuentran en las películas de éxito de Hollywood directamente en la aplicación.[6]
- Edición de vídeo de 360º: Introducido en la versión 10.4. Permite importar y editar vídeos equirectangulares en 360° en una amplia gama de formatos y tamaños de cuadros.
- Gradación de color avanzada
- Alto rango dinámico

### Características técnicas
Aunque haya heredado el nombre de su predecesor, Final Cut Pro, Final Cut Pro X es una aplicación completamente reescrita. Siendo una aplicación nativa de 64 bits, aprovecha más de 4GB de RAM. Utiliza todos los núcleos del CPU con Gran Central Dispatch. La compatibilidad con Open CL permite el procesamiento acelerado de la GPU para mejorar el rendimiento de la reproducción, el procesamiento y la transcodificación. Independiente de la resolución, admite tamaños de imagen desde SD hasta más de 4K. Final Cut Pro X admite la reproducción de muchos formatos de audio y cámara nativos.También puede transcodificar clips de video al códec ProRes de Apple para mejorar el rendimiento. Muchas tareas se realizan en segundo plano, como el guardado automático, la renderización, la transcodificación y la administración de medios, lo que permite al usuario una experiencia ininterrumpida. Final Cut Pro X fue desarrollado para macOS y no es compatible con la plataforma Windows. Apple ofrece Capacitación y Certificación para Final Cut Pro X.

### Integración del proceso de trabajo

#### Motion 5
Los títulos, gráficos en movimiento y efectos generados en Motion 5 se pueden publicar en Final Cut Pro X. Dentro de Final Cut Pro X, los editores pueden modificar los parámetros y el contenido de los efectos, siempre que el permiso para dichas modificaciones esté activado en el archivo de proyecto de Motion 5.

#### Adobe Photoshop
En Final Cut Pro X versión 10.0.3 y posterior, el editor puede importar proyectos de Photoshop a la historia de manera similar a una imagen fija. Un proyecto de Photoshop con capas se trata de manera similar a un clip compuesto y las capas se conservan después de ser importadas a Final Cut Pro X. Las capas individuales del proyecto de Photoshop se pueden activar o desactivar dentro de Final Cut Pro X haciendo doble clic en el proyecto importado y yendo al panel de edición de clips compuestos. Se deben realizar otros ajustes en el proyecto importado de Photoshop usando el programa de Adobe Photoshop con las actualizaciones en tiempo real de Final Cut Pro X.

## Crítica
Algunos usuarios profesionales de versiones anteriores de Final Cut Pro criticaron negativamente la última versión poco después de su lanzamiento, dándole calificaciones y reseñas negativas en el Mac App Store. Entre las características faltantes, se mencionaron: La falta de software complementario como Color, Cinema Tools, DVD Studio Pro, Soundtrack Pro, dejándonos a la deriva solo con Motion  y Compressor estos últimos con una burla de funcionalidad que en lugar de apoyar el desempeño entorpece todo por la mala gestión de recursos y conexiones del y hacia el archivo original que se está trabajando además no cuenta con efectos de audio y video, de hecho solo algunos se pueden conseguir con desarrolladores terceros y arriesgándose a que no tengan completa funcionalidad lista de decisión de edición (EDL), soporte para XML y OMF, incapacidad de importar proyectos realizados en versiones anteriores del programa, la inhabilidad de tener más de una secuencia de edición en un proyecto, la desaparición de la herramienta de edición multicámara y la inhabilidad de utilizar hardware de terceros para la entrada (input) y salida (output), todas estas presentes en versiones anteriores de Final Cut Pro. A pesar de tener una política de devoluciones muy estricta, a mediados de 2011, Apple anunció que devolvería el dinero a las personas decepcionadas con Final Cut Pro X después de numerosas quejas y críticas acerca del software.

## Palabras Clave
Final Cut Pro X es un editor de vídeo que cuenta con muchas posibilidades para realizar proyectos. Para ello dispone de diferentes tipos de herramientas para conseguir estas ediciones. Diferenciamos entonces entre el espacio de trabajo y las herramientas que encontramos en él:

### Espacio de trabajo
- Bibliotecas: Normalmente situado en la parte superior a la izquierda contiene todos los archivos que hemos subido al programa para posteriormente editar. La biblioteca está dividida por eventos que nosotros vamos creando en función del tipo de vídeo que es o del proyecto de edición que querremos realizar.
- Timeline: En la mitad inferior de la pantalla el Timeline se visualiza de forma horizontal. Es el espacio de trabajo más utilizado ya que es allí donde se realizan todas las ediciones del proyecto que después exportaremos.
- Visualización: Como su nombre indica, colocado en la parte superior derecha encontramos la interfaz que permite ver en todo momento los cambios que realizamos en nuestro proyecto o visualizar algún vídeos que hayamos importado en la biblioteca.
- Inspector: el más relevante. No se encuentra visualmente en el espacio de trabajo si no lo activas. El inspector dispone de todo tipo de parámetros y se adapta a la tarea que estemos realizando en el momento. Para ver los metadatos, modificar el color, coordinar una transición, mejorar el audio...

### Herramientas
- Corrección de color: para la mejora o toque estilístico de la gama cromática. Icono representado por una varita mágica de color blanco con diferentes colores en un extremo.
- Programado de clip: botón especializado para cada clip, puede crear cámara rápida, lenta, crear fotogramas congelados...Icono reprensentado por un micrófono con una flecha a su alrededor.
- Efectos: plantillas de efectos especiales que se pueden aplicar a los vídeos de forma sencilla. Formatos que ya vienen incluidos con el programa. Icono representado con una cinta de vídeo debajo de un cuadrado transparente con los bordes blancos.
- Fotografías: opción de incluir imágenes en el proyecto, enlaza dos programas de Mac OS, el Final Cut Pro X y el programa Fotos del que disponen estos softwares. Icono representado por la imagen de una pequeña cámara.
- Música: icono representado por una figura musical permite añadir música al proyecto editado.
- Transiciones: el programa también dispone de un paquete de transiciones, piezas ya creadas que permiten cambiar de clip de forma más estética y artística. Icono representado por un rectángulo dividido en triángulos, dos de color blanco y otros dos transparentes.
- Texto: divide entre diferentes tipos de títulos, 3D y 2D por ejemplo. Final Cut Pro X tiene diferentes tipos de texto, algunos con animación incluida, con los que puedes trabajar de forma sencilla e incluir a tus vídeos para que queden de forma vistos. Icono representado por una T mayúscula con la tipografía Times New Roman.

## Películas y programas de televisión editados con Final Cut Pro X

### Películas
- Young Detective Dee: Rise of the Sea Dragon (2013)[15]
- Loreak (2014)[16]
- Focus (2015)[17]
- Well Wishes (2015)[18]
- What Happened, Miss Simone? (2015)[19]
- La isla del viento (2015)
- 600 Miles (2015)
- Saved by Grace (2016)[20]
- Whiskey Tango Foxtrot (2016)[21]
- Saturday's Warrior (2016)[22]
- Voice from the Stone (2016)[23]
- El Hombre de las Mil Caras (2016)
- Bokeh (2016)[24]
- Geostorm (2017)
- The Unknown Soldier (2017)[25]

### Televisión
- Leverage (2012)[26]
- Trailer Park Boys (2012)[27]
- George to the Rescue (2013)[28]
- Drag Queens of London (2014)
- O.J. Speaks: The Hidden Tapes (2015)[29]
- Challenger Disaster: Lost Tapes (2016)[29]
- Sex on the Edge (2016)
- La Peste (2018)
- Paramedics: Emergency Response (2015)[30]

## Actualizaciones
| Versión | Fecha de lanzamiento     | Cambios significativos que se han producido |
| ------- | ------------------------ | --- |
| 10.0.0  | 21 de junio de 2011.     | - La aplicación sale a la venta. - Soporte de 64Bit. - Una base de datos avanzada de búsqueda que se denomina Biblioteca. Utiliza intervalos de palabras clave y colecciones inteligentes para la clasificación de clips. - Disponibilidad de una nueva herramienta en el Timeline, la Magnética. - El inspector del programa contiene un gran procesador capaz de visualizar de forma rápida los metadatos de los clips de vídeo. - Posibilidad de cambiar la gama cromática de los clips a través del nuevo inspector de color. - ColorSync con la AV Fundation fueron quienes llevaron a cabo el proceso. |
| 10.0.1  | 9 de septiembre de 2011. | - Posibilidad de importar y exportar los archivos XML. |
| 10.0.2  | 16 de noviembre de 2011. | - Corrección de errores una vez terminado el vídeo de editar. |
| 10.0.3  | 31 de enero de 2012.     | - Nueva forma de tratar los vídeos multicámara, posibilidad de trabajar de forma más cómoda con ellos. - XML 1.1. - Comienzan a ser compatibles algunos formatos de tipo Photoshop para superponer clips unos encima de otros. |
| 10.1.2  | 27 de junio de 2014.     | - Exportación de vídeos en 4K para Vimeo. - Se crea una librería para los archivos XML. - Aparecen los atajos de teclado para una edición más rápida. |
| 10.2.0  | 13 de abril de 2015.     | - Títulos 3D. - Títulos, transiciones y efectos de vídeo pueden ser aplicados a cualquier tipo de vídeo. - XML 1.5 - Aparece la posibilidad de ver 4 vídeos al mismo tiempo. |
| 10.3.3  | 13 de abril de 2017.     | - A la hora de exportarlo en formato DVD gran mejora en la calidad de imagen exportada. - Gran mejora en el sector cromático, mucha más variedad y posibilidad de tocar el color inicial. - Posibilidad de tener el inspector en una ventana diferente. Así se visualizan mucho mejor los datos y parámetros. |

## Atajos de teclado
En Final Cut Pro X hay más de 200 atajos de teclado, pero hay algunos imprescindibles. Son estos:
- Comando - B = Cortar
- D = Sobrescribir clip
- Control - T = Añadir título básico
- Comando - T = Añadir transición
- Control - S : Expandir audio y video
- V = Activar/ Desactivar Clip
- Comando - Shift - V = Pegar Efectos
- Comando-Shift-I = Importar
- Comando - N = Nuevo Proyecto
- Alt - N = Nuevo Evento
- Comando - Shift - F = Pantalla completa